# Гай Мезий Тициан
Гай Ме́зий Тициа́н (лат. Gaius Maesius Titianus; умер после 245 года) — римский государственный деятель и сенатор, ординарный консул 245 года.

## Биография
Тициан происходил из знатной семьи, из которой вышел ряд чиновников имперской администрации. О нём известно только лишь то, что в 245 году он занимал должность ординарного консула вместе с императором Филиппом I Арабом.
Возможно, Тициана следует отождествлять с Гаем Фабием Мезием Аквилином Тицианом, которому посвящена надпись из Терм Имерских, где тот назван «консулом». Отцом этого Тициана, вероятно, является упомянутый в надписи от 197 года «clarissimus puer» («знатнейший ребёнок») Мезий Фабий Тициан. Упомянутый уже в другой надписи из Терм Имерских патриций Тициан мог быть его сыном, поскольку его отцом назван некий консуляр Гай Мезий Тициан. В таком случае супругой Гая была Фонтея Фронтина.